# شينجي آوياما
شينجي آوياما (باليابانية: 青山真治)‏ (13 يوليو 1964 في كيتاكيوشو - 21 مارس 2022) مخرج أفلام، وكاتب سيناريو، وروائي، وموسيقي، وناقد سينمائي من اليابان.

## روابط خارجية
- شينجي آوياما على موقع IMDb (الإنجليزية)
- شينجي آوياما على موقع ميتاكريتيك (الإنجليزية)
- شينجي آوياما على موقع روتن توميتوز (الإنجليزية)
- شينجي آوياما على موقع ألو سيني (الفرنسية)
- شينجي آوياما على موقع أول موفي (الإنجليزية)
- شينجي آوياما على موقع قاعدة بيانات الأفلام السويدية (السويدية)
- شينجي آوياما على موقع ديسكوغز (الإنجليزية)
- شينجي آوياما على موقع قاعدة بيانات الفيلم (الإنجليزية)
- شينجي آوياما على موقع كينوبويسك (الروسية)